# 公文所
公文所（くもんじょ）は、古代・中世において公文（公文書）の管理が行われた組織。

## 概要
公卿の政所や僧綱・国衙・荘園などに設置され、公文書管理のみならず指揮・命令・政務・財政・徴収・訴訟などの実務機関としても運用された。

## 鎌倉政権の公文所
公文所の中でももっとも著名なのが、源頼朝が家政機関として鎌倉政権（大蔵御所のちの鎌倉幕府）に置いたものである。
治承4年（1180年）の挙兵以来、都の下級貴族（官人）出身の配下が政務、財政、公文書作成業務（後に政所）や訴訟（後に問注所）を行っていたが、元暦元年（1184年）に大江広元を別当に中原親能、二階堂行政、足立遠元、大中臣秋家、藤原邦通ら5人を寄人に任じて公文所を設置した。
建久元年（1190年）に頼朝が従二位に任じられて公卿に叙せられると、慣例に従って政所を設置して公文所の組織を政所に移行・統合した。ただし、一部諸機能は問注所に分離し公文所自体が無くなったわけではなく、公文所に置かれていた諸機能が徐々に政所の各組織に移されていったと考えられ、また公文所そのものも政所内の公文書管理部署として存置した。また、執権の北条氏の権威が高まると、北条氏独自の家政機関として公文所が設置されていた。